# Жуки-олени
Жуки-олени (лат. Lucanus) — род жуков из семейства Рогачи, включающий в себя около 50 видов.
Плиний Старший отмечал, что Нигидий назвал жуков-оленей lucanі по названию Лукании — области Италии, где их использовали в качестве амулетов.

## Описание
Крупные жуки черных, бурых, коричневых цветов. Тело удлиненное и уплощенное. Длина тела 25—90 мм, изредка до 100 мм. Усики с 4—6-члениковой булавой, коленчатые — 1-й членик усика непропорционально большой, а 2-й членик прикрепляется к нему не по центру, а несколько смещаясь вперёд. Мандибулы самцов сильно увеличены — выраженный половой диморфизм. Верхняя губа самцов загнута вниз. Глаза цельные и заметно разделены щечными выступами. Передние тазики ног относительно широко отделены друг от друга. Передние голени сверху без килей или продольных бороздок. Задние голени с 3 шипами по наружному краю.

## Ареал
Голарктический род. Представители рода распространены на территории Европы, Юго-Восточной Азии и Северной Америки. Большинство видов сосредоточено в Азии.

## Виды
- Lucanus angusticornis
- Lucanus atratus
- Lucanus cantori
- Lucanus barbarossa
- Lucanus capreolus
- Жук-олень
- Рогач Дыбовского — рядом авторов рассматривается как подвид Lucanus maculifemoratus
- Lucanus cyclommatoides
- Lucanus datunensis
- Lucanus dohertyi
- Lucanus elaphus
- Lucanus ferriei
- Lucanus formosanus
- Lucanus fortunei
- Lucanus gamunus
- Lucanus hermani
- Lucanus ibericus
- Lucanus kanoi
- Lucanus kazumiae
- Lucanus klapperichi
- Lucanus koyamai
- Lucanus kratzi
- Lucanus kurowasai
- Lucanus laetus
- Lucanus laminifer
- Lucanus laticornis
- Lucanus lesnei
- Lucanus lunifer
- Lucanus maculifemoratus
- Lucanus maeresi
- Lucanus mazama
- Lucanus miwai
- Lucanus nangsarae
- Lucanus ogakii
- Lucanus parryi
- Lucanus placidus
- Lucanus planeti
- Lucanus pulchellus
- Lucanus sericeus
- Lucanus szetschuanicus
- Lucanus swinhoei
- Lucanus tetraodon
- Lucanus westermanni

## Галерея

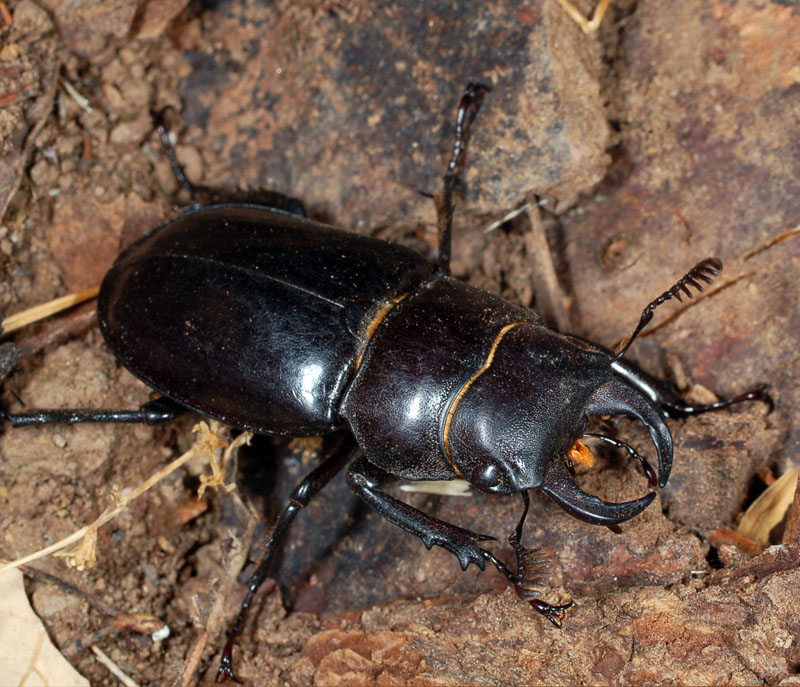
Lucanus barbarossa
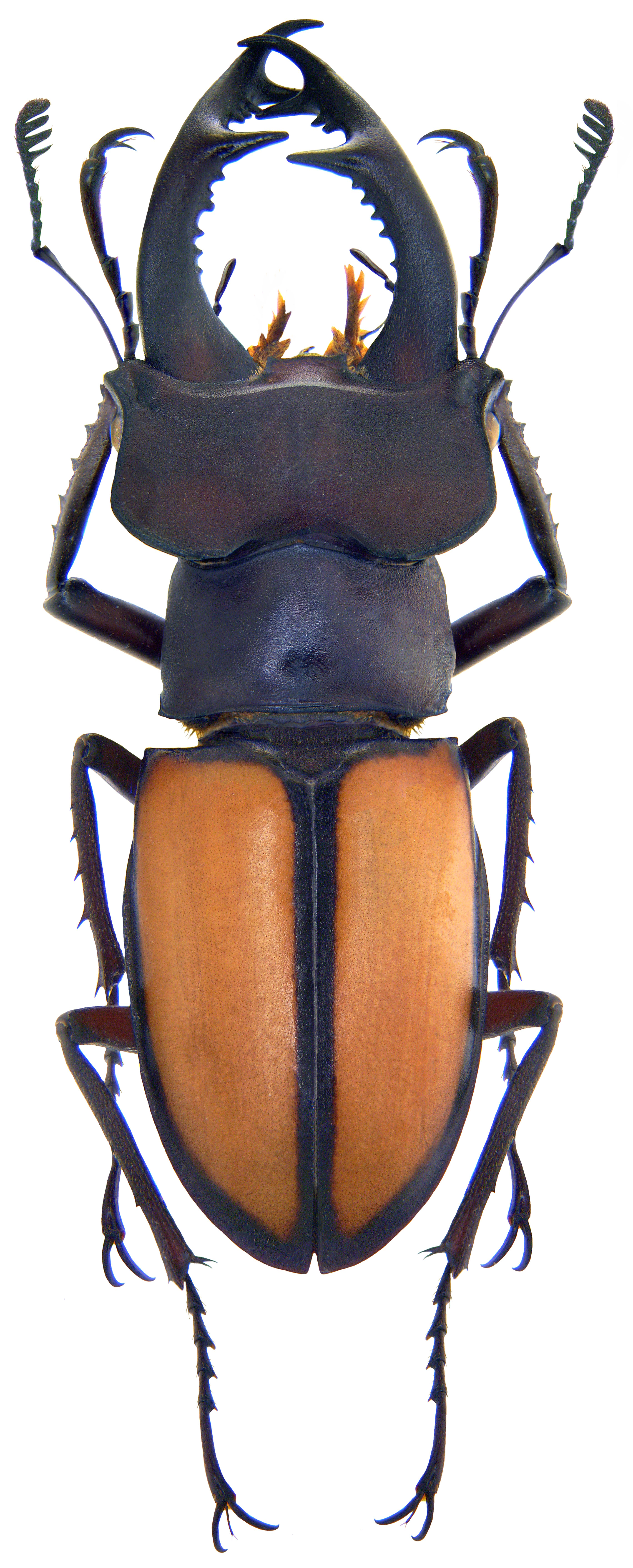
Lucanus laetus
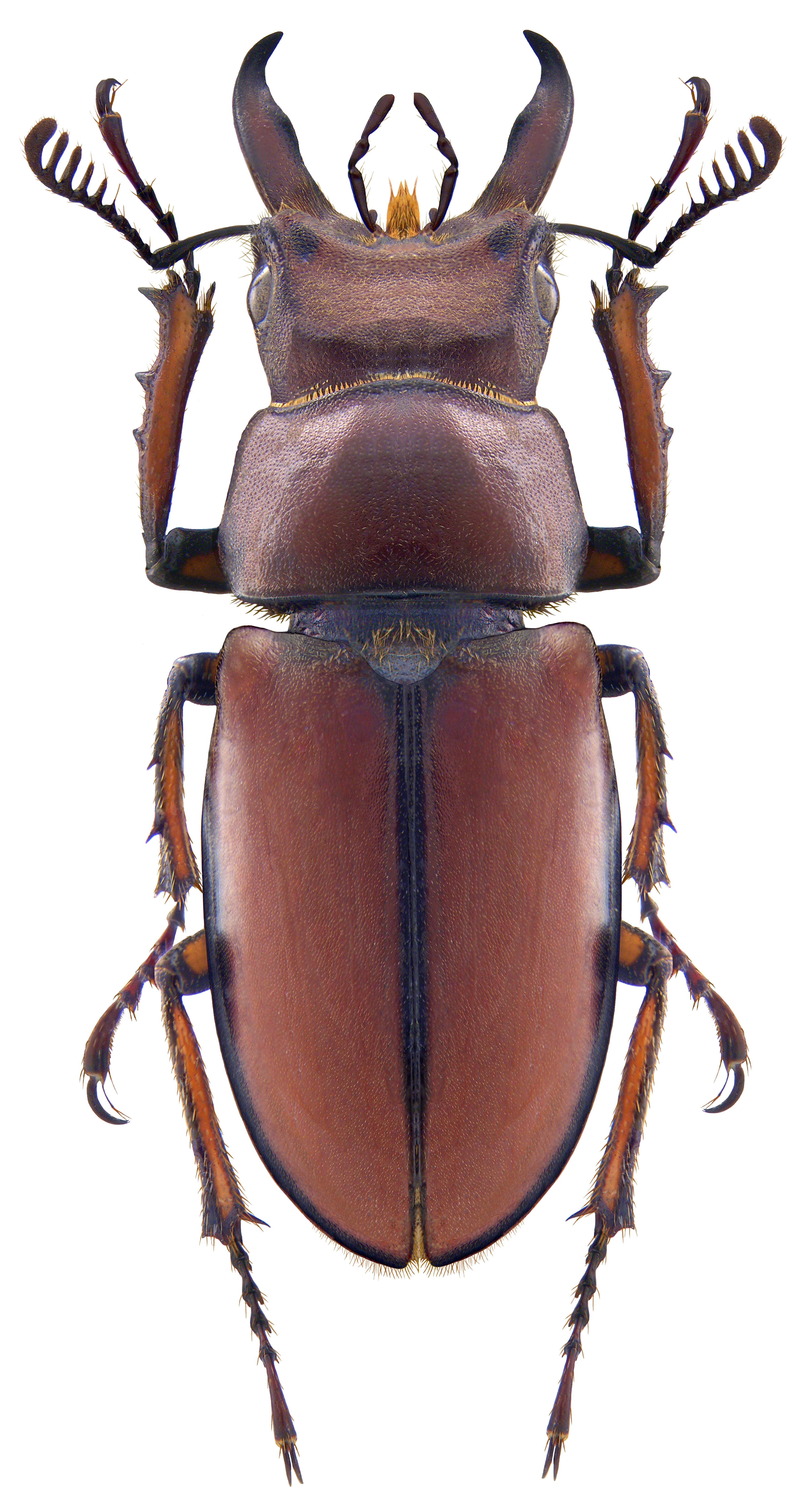
Lucanus koyamai
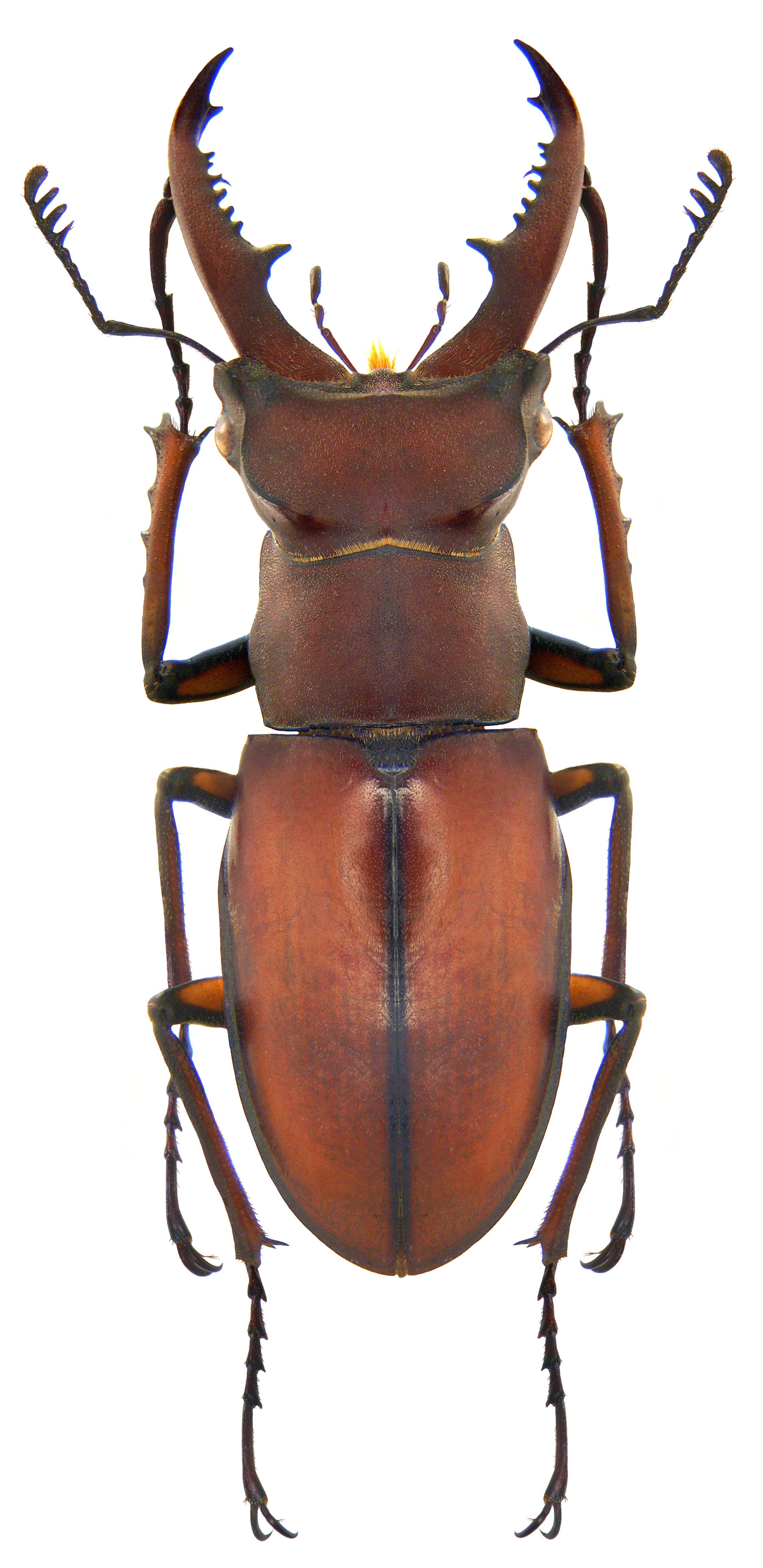
Lucanus swinhoei